# Air China

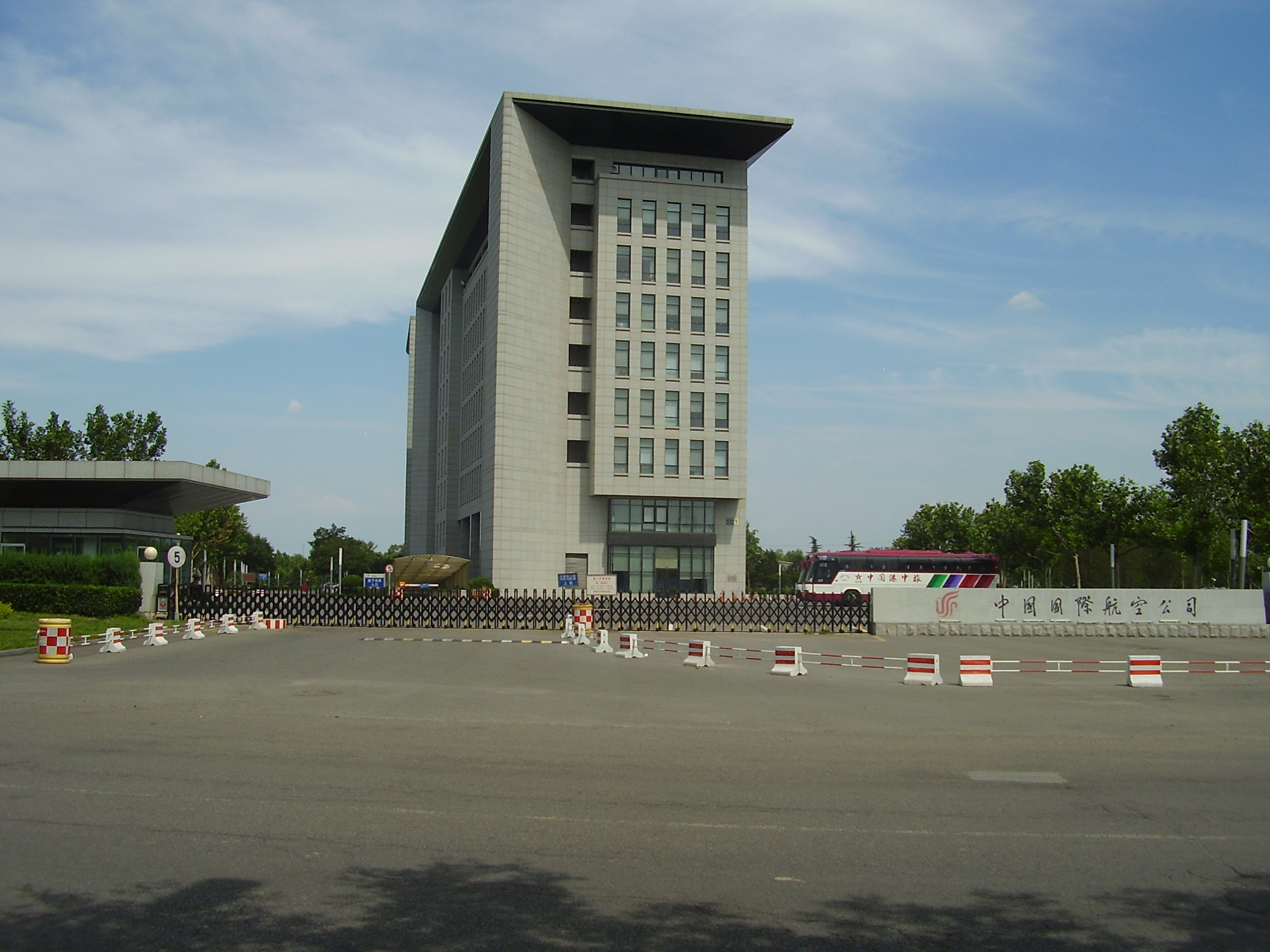
Trụ sở chính của Air China

Air China hay Hãng hàng không quốc tế Trung Quốc (SEHK: ) (LSE:AIRC) (tiếng Trung: 中国国际航空公司, bính âm: Zhōngguó Guójì Hángkōng Gōngsī, Hán-Việt: Trung Quốc Quốc tế Hàng không công ty, viết tắt 国航 (Quốc hàng)) là hãng hàng không quốc doanh lớn thứ hai ở Trung Quốc, sau hãng China Southern Airlines. Đây là hãng hàng không quốc gia và là hãng hàng không duy nhất mang cờ Trung Quốc trên toàn bộ đội tàu bay của mình. Sân bay trung tâm của hãng là Sân bay quốc tế Thủ Đô Bắc Kinh và Sân bay quốc tế Phố Đông-Thượng Hải, với các thành phố chính khác tại Sân bay quốc tế Tiêu Sơn Hàng Châu, Sân bay quốc tế Giang Bắc Trùng Khánh, Sân bay quốc tế Tân Hải Thiên Tân và Sân bay quốc tế Bạch Tháp Hô Hòa Hạo Đặc.
Năm 2006, hãng đã vận chuyển 33,97 triệu lượt khách với tỷ lệ ghế đạt 75,9%, lợi nhuận đạt 2,7 tỷ nhân dân tệ và doanh thu hoạt động đạt 44,9 tỷ nhân dân tệ và chi phí 42,4 tỷ nhân dân tệ. Air China cũng được Hiệp hội vận tải hàng không quốc tế (IATA) công nhận với IOSA (IATA Operations Safety Audit) cho các hoạt động an toàn của hãng.
Hôm 3/2/2020, Air China thông báo với Bộ Giao thông Vận tải Mỹ về việc muốn cắt giảm các chuyến bay Mỹ - Trung Quốc xuống còn hai tuyến: từ Bắc Kinh qua Los Angeles đến San Francisco, và từ Bắc Kinh qua New York đến Washington Dulles do dịch bệnh virus corona.
Hãng cũng tuyên bố dừng các chuyến bay từ Thành Đô đến Singapore đến cuối tháng; từ Bắc Kinh đến Sydney và Melbourne (Australia) đến cuối tháng 2/2020; từ Trung Quốc đại lục đến Việt Nam và Thành Đô - Sydney đến cuối tháng 3/2020.

## Đội tàu bay

### Chở khách

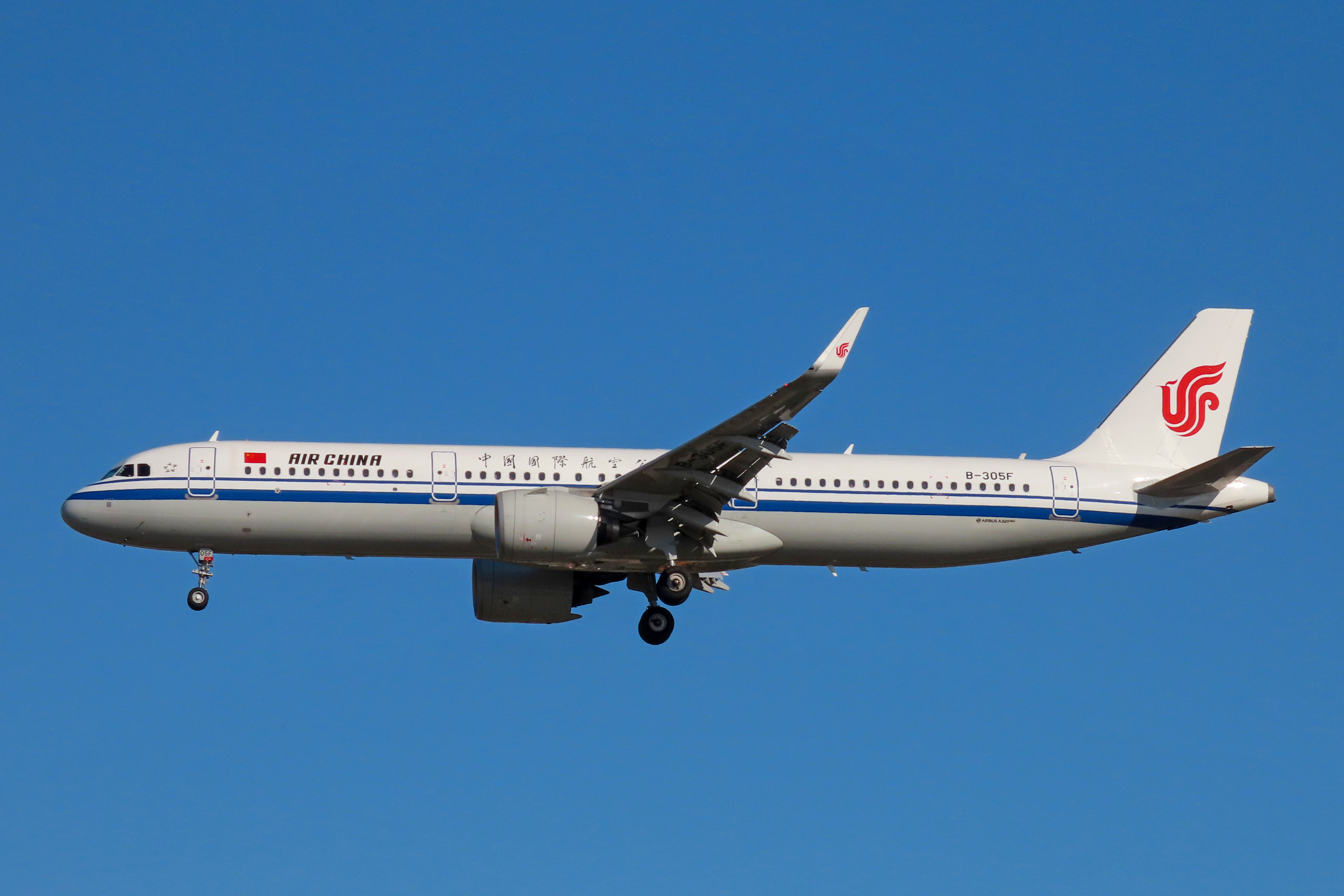
Airbus A321neo

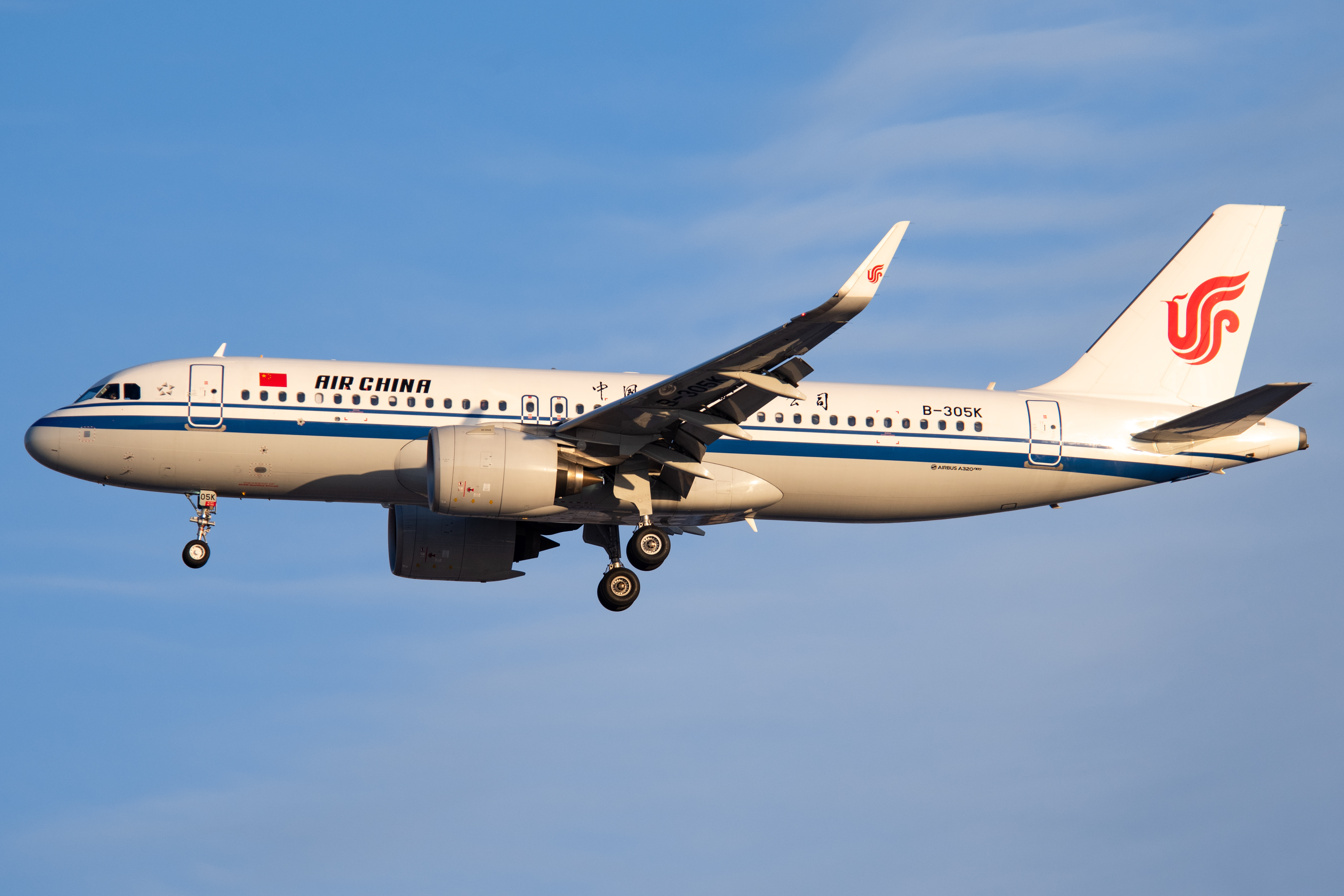
Airbus A320neo

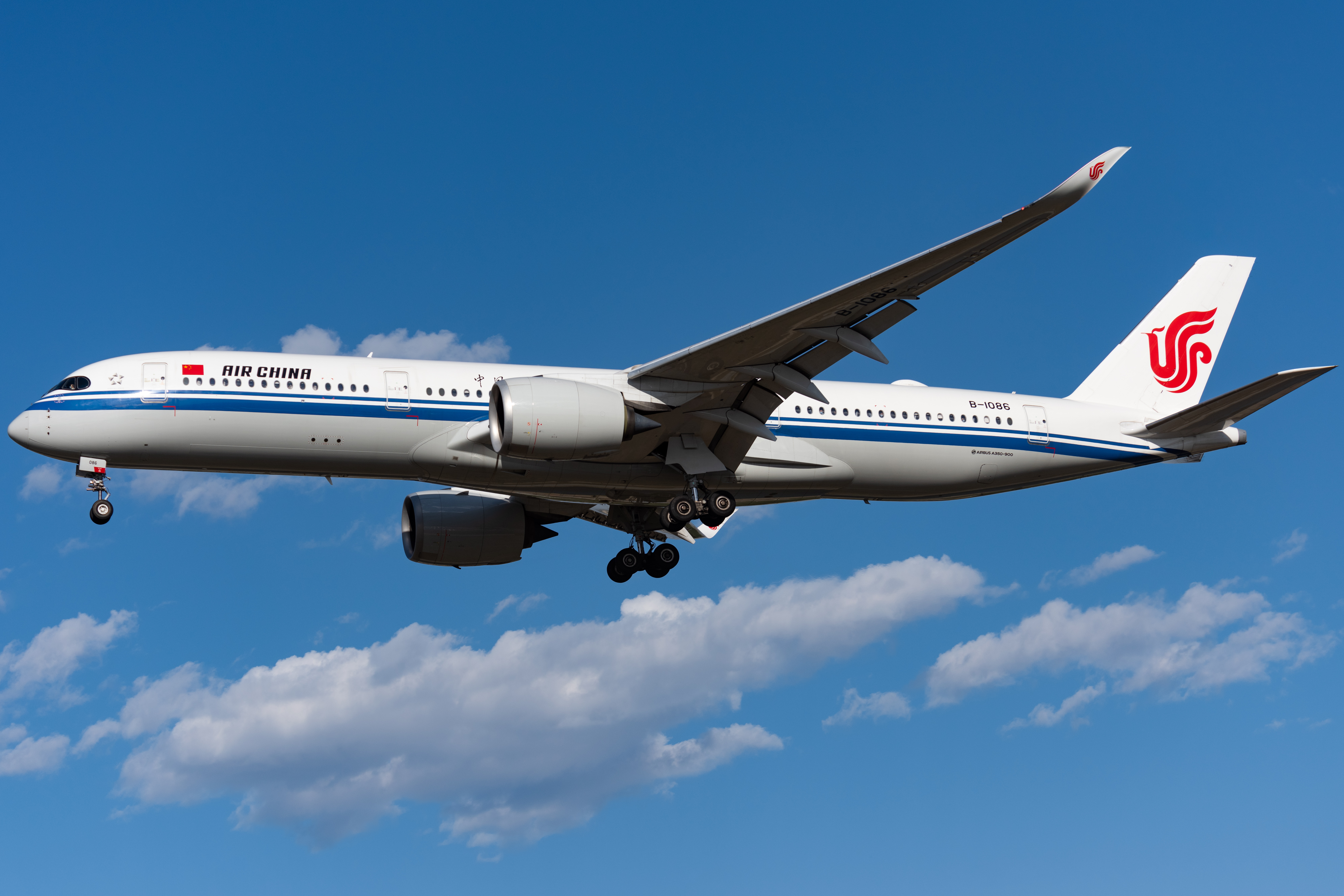
Airbus A350-900

Đến thời điểm tháng 9 năm 2021:
| Máy bay                 | Đang vận hành | Đặt hàng | Hành khách (First/Business/Premium/Economy)        | Ghi chú                         |
| ----------------------- | ------------- | -------- | -------------------------------------------------- | ------------------------------- |
| Airbus A319-100         | 33            | 0        | 128 (0/8/0/120)                                    |                                 |
| Airbus A319neo          | 0             | 8        | TBA                                                |                                 |
| Airbus A320-200         | 43            |          | 158 (0/8/0/150)                                    |                                 |
| Airbus A320neo          | 41            | 11       | 158 (0/8/0/150)                                    |                                 |
| Airbus A321-200         | 61            | 0        | 185 (0/12/0/173) 177 (0/16/0/161)                  |                                 |
| Airbus A321neo          | 13            | 10       | 194 (0/12/0/182)                                   |                                 |
| Airbus A321neo          | 2             | 10       | 198 (0/12/0/186)                                   | Sử dụng Air Cabin Flex (ACF)    |
| Airbus A330-200         | 29            | 0        | 284 (0/12/0/272) 265 (0/18/0/247) 237 (0/30/0/207) |                                 |
| Airbus A330-300         | 28            | 0        | 311 (0/36/20/255) 301 (0/30/16/0/255)              |                                 |
| Airbus A350-900         | 15            | 15       | 312 (0/32/24/256)                                  |                                 |
| Boeing 737-700          | 18            | 0        | 128 (0/8/0/120)                                    | B-3999 sử dụng để chở khách VIP |
| Boeing 737-800          | 100           | 0        | 176 (0/8/0/168) 167 (0/8/0/159) 159 (0/12/0/147)   |                                 |
| Boeing 737 MAX 8        | 16            | 13       | 176 (0/8/0/168)                                    | Nằm sân                         |
| Boeing 747-400          | 3             | 0        | 344 (10/42/0/292)                                  |                                 |
| Boeing 747-8            | 7             | 0        | 365 (12/54/66/233)                                 | B-2479 sử dụng để chở khách VIP |
| Boeing 777-300ER        | 28            | 0        | 392 (0/36/0/356) 311 (8/42/0/261)                  |                                 |
| Boeing 787-9            | 14            | 20       | 293 (0/30/34/229)                                  |                                 |
| Comac ARJ21-700         | 6             | 29       | 90 (0/0/0/90)                                      | Giao hàng từ năm 2020-2024      |
| Comac C919              | 0             | 20       | TBA                                                |                                 |
| Air China Business Jets |               |          |                                                    |                                 |
| Boeing BBJ1             | 1             | 0        | VIP                                                |                                 |
| Boeing BBJ2             | 3             | 0        | VIP                                                |                                 |
| Dassault Falcon 7X      | 1             | 0        | VIP                                                |                                 |
| Tổng                    | 462           | 126      |                                                    |                                 |

### Chở hàng hóa
| Máy bay             | Đang vận hành | Đặt hàng | Ghi chú |
| ------------------- | ------------- | -------- | ------- |
| Boeing 747-400F     | 3             | —        |         |
| Boeing 757-200PCF   | 4             | —        |         |
| Boeing 777F         | 8             | —        |         |
| Tupolev Tu-204-120F | —             | 4        |         |
| Tổng                | 15            | 4        |         |

## Các hãng có thỏa thuận chia chỗ
Đến tháng 6 năm 2021, Air China có các thỏa thuận chia chỗ với các hãng sau:
- Air Canada (Joint Venture Partner)
- Air Dolomiti
- Air India
- Air Macau
- Air New Zealand
- Air Serbia
- All Nippon Airways
- Asiana Airlines
- Austrian Airlines
- Avianca
- Cathay Pacific
- China Express Airlines
- El Al
- Ethiopian Airlines
- EVA Air
- Finnair
- Hawaiian Airlines
- Juneyao Airlines
- Kunming Airlines
- LATAM Brasil
- LATAM Chile
- LOT Polish Airlines
- Lufthansa
- Scandinavian Airlines
- Shandong Airlines
- Shenzhen Airlines
- Singapore Airlines
- South African Airways
- Swiss International Air Lines
- TAP Air Portugal
- Tibet Airlines
- Turkish Airlines
- Uni Air
- United Airlines
- Virgin Atlantic
- WestJet